# Graneledone challengeri
Graneledone challengeri är en bläckfiskart som först beskrevs av Berry 1916.  Graneledone challengeri ingår i släktet Graneledone och familjen Octopodidae. Inga underarter finns listade i Catalogue of Life.